# Commissione delle Nazioni Unite per lo sviluppo sostenibile
La Commissione per lo sviluppo sostenibile delle Nazioni Unite (UNCSD, United Nations Commission on Sustainable Development) è una commissione del Consiglio economico e sociale delle Nazioni Unite.

## Composizione
La Commissione è composta da 53 Stati membri, secondo una ripartizione geografica. La sessione ordinaria si riunisce ogni anno, con la partecipazione dei 53 ministri di turno e le Organizzazioni non governative. 

## Funzioni
È stata istituita con la Risoluzione A/RES/47/191 del 22 dicembre 1992, ed ha il compito di sviluppare la raccomandazione del capitolo 38 dell'Agenda 21, trattato firmato a Rio de Janeiro nella conferenza dal 3 al 14 giugno 1992. La Commissione è l'unica istituzione dell'ONU che si occupa nel contempo di questioni legate all'economia, allo sviluppo sociale e all'ambiente.
La verifica periodica del recepimento negli ordinamenti interni degli impegni assunti a Rio de Janeiro è di sua competenza: in proposito, la Commissione ha elaborato il testo del programma per l'ulteriore attuazione dell'Agenda 21, adottato dalla XIX Sessione speciale dell'Assemblea generale delle Nazioni Unite (UNGASS - giugno 1997).